# Lagerhuis (Verenigd Koninkrijk)
Het Lagerhuis (House of Commons) is de belangrijkste kamer van het Britse parlement, dat bestaat uit een tweekamerstelsel. De andere kamer is het Hogerhuis (House of Lords).
Het Lagerhuis bestaat uit 650 leden die binnen enkelvoudige kiesdistricten worden gekozen (een meerderheidsstelsel, waarbij een relatieve meerderheid in een district voldoende is om gekozen te worden). Het Lagerhuis komt bijeen in het Palace of Westminster. De laatste algemene verkiezingen voor het Lagerhuis vonden plaats op 4 juli 2024 voor alle 650 zetels.

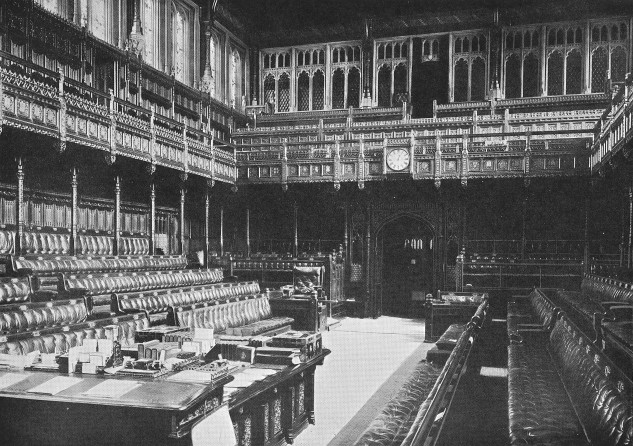
House of Commons (1851)
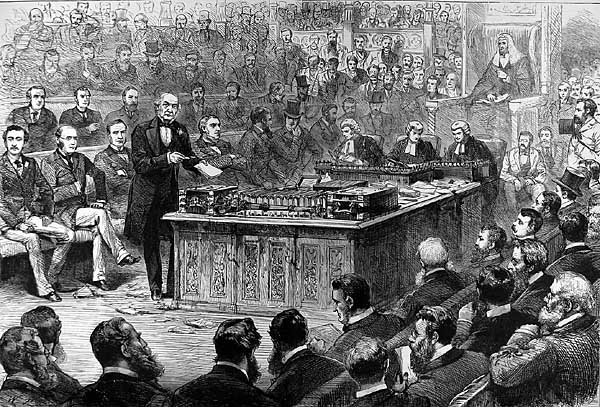
Illustratie van een debat in 1886

## Samenstelling
| Partij | Partij                           | Zetels    | Zetels    | Zetels    | Zetels    | Zetels    | Zetels    | Zetels    | Zetels    | Zetels     | Zetels     |
| Partij | Partij                           | 2010/2015 | 2010/2015 | 2015/2017 | 2015/2017 | 2017/2019 | 2017/2019 | 2019/2024 | 2019/2024 | 2024/heden | 2024/heden |
| ------ | -------------------------------- | --------- | --------- | --------- | --------- | --------- | --------- | --------- | --------- | ---------- | ---------- |
|        | Labour                           | 258       | 256       | 232       | 229       | 262       | 242       | 202       | 205       | 411        | 398        |
|        | Conservatives                    | 306       | 302       | 330       | 330       | 317       | 298       | 365       | 344       | 121        | 120        |
|        | Liberal Democrats                | 57        | 56        | 8         | 9         | 12        | 20        | 11        | 15        | 72         | 72         |
|        | Scottish National Party          | 6         | 6         | 56        | 54        | 35        | 35        | 48        | 43        | 9          | 9          |
|        | Sinn Féin                        | 5         | 5         | 4         | 4         | 7         | 7         | 7         | 7         | 7          | 7          |
|        | Democratic Unionist Party        | 8         | 8         | 8         | 8         | 10        | 10        | 8         | 7         | 5          | 5          |
|        | Reform UK                        | -         | -         | -         | -         | -         | -         | -         | -         | 5          | 4          |
|        | Plaid Cymru                      | 3         | 3         | 3         | 3         | 4         | 4         | 4         | 3         | 4          | 4          |
|        | Green Party of England and Wales | 1         | 1         | 1         | 1         | 1         | 1         | 1         | 1         | 4          | 4          |
|        | SDLP                             | 3         | 3         | 3         | 3         | -         | -         | 2         | 2         | 2          | 2          |
|        | Alliance                         | 1         | 1         | -         | -         | -         | -         | 1         | 1         | 1          | 1          |
|        | UUP                              | -         | -         | 2         | 2         | -         | -         | -         | -         | 1          | 1          |
|        | Traditional Unionist Voice       | -         | -         | -         | -         | -         | -         | -         | -         | 1          | 1          |
|        | UKIP                             | -         | 2         | 1         | 0         | -         | -         | -         | -         | -          | -          |
|        | Respect Party                    | -         | 1         | -         | -         | -         | -         | -         | -         | -          | -          |
|        | Workers Party                    | -         | -         | -         | -         | -         | -         | -         | 1         | -          | -          |
|        | onafhankelijk                    | 1         | 1         | 1         | 1         | 1         | 1         | -         | -         | 6          | 6          |
|        | Speaker                          | 1         | 1         | 1         | 1         | 1         | 1         | 1         | 1         | 1          | 1          |
|        | afscheidingen                    | -         | 4         | -         | 4         | -         | 28        | -         | 20        | -          | 15         |
|        | geschorst                        | -         | -         | -         | -         | -         | 1         | -         | -         | -          | -          |
|        | vacature                         | -         | -         | -         | 1         | -         | 2         | -         | -         | -          | -          |
| Totaal | Totaal                           | 650       | 650       | 650       | 650       | 650       | 650       | 650       | 650       | 650        | 650        |

## Stemmen
In het Lagerhuis wordt op een ingediende motie mondeling gestemd. De voorzitter (speaker) vraagt eerst aan de leden wie het met de motie eens is (Aye) en vervolgens wie er op tegen is (No). De voorzitter bepaalt op grond van de uitgeroepen reacties of de uitslag van de stemming duidelijk is. Bij twijfel zal hij besluiten tot een division of the assembly, division of the house of afgekort division, in welk geval hij uitroept Division! Clear the lobbies!
De division is een fysieke stemming waarbij de leden van het Lagerhuis zich naar een van de twee lobby's aan de linker- (tegenstanders) of rechterzijde (voorstanders) van de speaker begeven. De voorzitter wijst twee minuten na de start van de division twee voorstanders en twee tegenstanders aan als tellers van de stemmen. Na precies acht minuten geeft de speaker de opdracht Lock the doors!, waarna de drie ingangen tot de lobby's worden gesloten. Als alle stemmen zijn geteld, gaan de twee tellers die de meerderheid vertegenwoordigen links tegenover de voorzitter staan en de andere twee rechts. Ze rapporteren mondeling de uitkomst die daarna op een kaart wordt overhandigd aan de voorzitter. De voorzitter herhaalt de uitslag en verklaart wie de motie heeft gewonnen: The Ayes/Noes have it, the Ayes/Noes have it. Dan sluit de voorzitter de division met de woorden Unlock (verwijzend naar het weer openen van de lobby's).
2005 · 
2010 · 
2015 · 
2017 · 
2019 · 
2024
Abchazië: Parlement · 
Albanië: Kuvendi · 
Andorra: Consell General de les Valls · 
Armenië: Azgayin Zhoghov · 
Azerbeidzjan: Milli Məclis · 
België: Federaal Parlement (Senaat en Kamer) · 
Bosnië en Herzegovina: Parlementarna Skupština · 
Bulgarije: Narodno Sobranie · 
Cyprus: Vouli ton Antiprosópon · 
Denemarken: Folketing · 
Duitsland: Bundestag (en Bundesrat) · 
Estland: Riigikogu · 
Finland: Eduskunta · 
Frankrijk: Parlement (Assemblée nationale en Sénat) · 
Georgië: Parlement · 
Griekenland: Vouli · 
Hongarije: Országgyűlés · 
Ierland: Oireachtas (Dáil en Seanad) · 
IJsland: Alþingi · 
Italië: Parlement (Kamer en Senaat) · 
Kazachstan: Parlamenti (Majilis en Senaat) · 
Kosovo: Assemblee · 
Kroatië: Sabor · 
Letland: Saeima · 
Liechtenstein: Landtag · 
Litouwen: Seimas · 
Luxemburg: Chambre · 
Macedonië: Sobranie · 
Malta: Il-Kamra · 
Moldavië: Parlamentul · 
Monaco: Conseil National · 
Montenegro: Skupština · 
Nagorno-Karabach: Azgayin Zhoghov · 
Nederland: Staten-Generaal (Eerste Kamer en Tweede Kamer) · 
Noord-Cyprus: Cumhuriyet Meclisi · 
Noorwegen: Storting · 
Oekraïne: Verchovna Rada · 
Oostenrijk: Nationalrat · 
Polen: Sejm (en Senat) · 
Portugal: Assembleia da Republica · 
Roemenië: Camera Deputaţilor · 
Rusland: Federatieve vergadering (Staatsdoema en Federatieraad) · 
San Marino: Consiglio Grande e Generale · 
Servië: Narodna skupština · 
Slowakije: Národná Rada · 
Slovenië: Državni Zbor en Državni Svet · 
Spanje: Cortes Generales (Senado en Congreso de los Diputados) · 
Transnistrië: Opperste Sovjet · 
Tsjechië: Parlament (Senaat en Kamer van Afgevaardigden) · 
Turkije: Meclis · 
Verenigd Koninkrijk: Parliament (House of Commons en House of Lords) · 
Wit-Rusland: Nationale Vergadering (Huis van Afgevaardigden en Raad van de Republiek) · 
Zuid-Ossetië: Parlement · 
Zweden: Riksdag · 
Zwitserland: Bondsvergadering (Nationale Raad en Kantonsraad)
Cursief: wijst op een niet of slechts deels erkende staat